# Colin Solal Cardo
Pour les articles homonymes, voir Cardo.
Colin Solal Cardo est un réalisateur de clips et photographe de mode français, né à Paris[Quand ?]. Il est connu pour avoir écrit et réalisé des clips pour des artistes tels que Charli XCX, Robyn, Christine and the Queens, Eddy de Pretto, Yseult, Indochine et d’autres.

## Biographie
Colin Solal Cardo fait ses débuts au sein du collectif parisien La Blogothèque. Il contribue à la série des Concerts à Emporter, concept pionnier de la vidéo musicale sur internet, et filme de nombreux artistes comme Alicia Keys, Jack White, Metronomy ou Phoenix,.
Colin réalise plusieurs clips pour Eddy de Pretto dont Normal qui aborde le sujet de l’homophobie.
Christine and the Queens lui confie la réalisation de trois clips pour son album Chris, dont 5 Dollars qui montre l’artiste enfiler une tenue BDSM. Le magazine So Film considère que Colin Solal Cardo fait partie des jeunes réalisateurs « qui ont transformé le clip en cinéma ».
Robyn fait appel à lui pour réaliser Ever Again. Nicolas Ghesquière, directeur artistique de Louis Vuitton, signe le costume original du clip. Dans la foulée, Colin collabore avec Charli XCX pour Gone (en duo avec Christine and the Queens) et White Mercedes où l’artiste apparaît dans une voiture suspendue par une grue.
Colin réalise Corps pour Yseult, un plan-séquence dans lequel la chanteuse pose nue et qui devient viral sur internet, puis La Vita Nuova pour Christine and the Queens, un court-métrage de 14 minutes tourné à l'Opéra Garnier avec la chanteuse Caroline Polachek et l’acteur Felix Maritaud. Les chorégraphies du film sont signées Ryan Heffington (Euphoria, le clip Chandelier de Sia). Le film est salué par le New York Times qui le qualifie de « prouesse chorégraphique ». La Vita Nuova est nommé aux Victoires de la Musique dans la catégorie Création Audiovisuelle de l'Année.
Colin photographie Lous and the Yakuza pour la couverture du magazine Numéro. Corps remporte le prix du meilleur clip R&B / Soul international aux UK Music Video Awards à Londres, battant ainsi Brown Skin Girl de Beyoncé nommé dans la même catégorie. Il est pour le Vanity Fair « l'homme derrière les clips les plus cool du moment ».
Il réalise pour Olly Alexander le clip de Dizzy, dans lequel le chanteur apparait sur des décors rotatifs. La chanson et le clip représentent l’Angleterre au concours de l’Eurovision 2024.